# قیصر حمید (بازیکن فوتبال، زاده ۱۹۶۴)
قیصر حمید (بنگالی: মোহাম্মদ কায়সার হামিদ؛ زادهٔ ۱ دسامبر ۱۹۶۴) بازیکن فوتبال اهل بنگلادش است.
از باشگاه‌هایی که در آن بازی کرده است می‌توان به باشگاه ورزشی محمدان (داکا) اشاره کرد.
وی همچنین در تیم ملی فوتبال بنگلادش بازی کرده است.
وی در مسابقات کشوری و بین‌المللی در مجموع برندهٔ ۳ مدال نقره، ۱ مدال برنز شده است.